# Cyclocosmia ruyi
Espèce
Cyclocosmia ruyi est une espèce d'araignées mygalomorphes de la famille des Halonoproctidae.

## Distribution
Cette espèce est endémique du Guangxi en Chine,. Elle se rencontre dans le xian de Jinxiu.

## Description
La femelle holotype mesure 18,48 mm et le mâle paratype 16,50 mm.

## Systématique et taxinomie
Cette espèce a été décrite par Yu et Zhang en 2023.

## Publication originale
- Yu, Li, Zhang & Zhang, 2023 : « A new trapdoor spider of Cyclocosmia Ausserer, 1871 from southern China (Araneae, Halonoproctidae). » Biodiversity Data Journal, vol. 11, no e98311, p. 1-23.